# Hyperscan

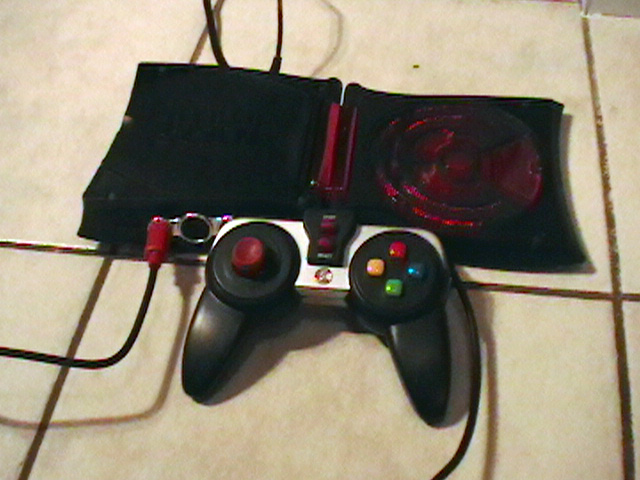
Hyperscan

HyperScan är en spelkonsol tillverkad av Mattel mellan 2006 och 2008.
Fem spel släpptes för konsolen. Den är riktad till barn mellan fem och nio års ålder. Spelen är baserade på Marvel Comics X-Men, Marvel Heroes och Cartoon Networks Ben 10. Det tredje spelet gick ursprungligen under namnet Interstellar Wrestling League.